# Spinolyprops cribricollis
Spinolyprops cribricollis es una especie de escarabajo del género Spinolyprops, familia Tenebrionidae, orden Coleoptera. Fue descrita científicamente por Pic en 1917.

## Descripción
Su cuerpo mide 4,5–5,0 milímetros de longitud.

## Distribución
Se distribuye por Tailandia y China.